# Bělorusko na Letních olympijských hrách 2000
Bělorusko na Letních olympijských hrách 2000 v Sydney reprezentovalo 139 sportovců, z toho 72 mužů a 67 žen. Nejmladším účastníkem byla Glafira Martinovich (15 let, 204 dní), nejstarší pak Valentina Khokhlova (51 let, 221 dní). Reprezentanti vybojovali 17 medailí, z toho 3 zlaté, 3 stříbrné a 11 bronzových.

## Medailisté
| Medaile | Jméno                                                                                 | Sport              | Disciplína                                     |
| ------- | ------------------------------------------------------------------------------------- | ------------------ | ---------------------------------------------- |
| Zlato   | Janina Karolčiková                                                                    | atletika           | Ženy vrh koulí                                 |
| Zlato   | Jellina Zverevová                                                                     | atletika           | Ženy hod diskem                                |
| Zlato   | Jekatěrina Karstenová                                                                 | veslování          | ženy skif                                      |
| Stříbro | Igor Basinsky                                                                         | Sportovní střelba  | muži 50 metrů libovolná pistole                |
| Stříbro | Julia Raskinová                                                                       | moderní gymnastika | ženy víceboj – jednotlivci                     |
| Stříbro | Tatyana Ananko Tatyana Belan Anna Glazkova Irina Ilyenkova Maria Lazuk Olga Puzhevich | moderní gymnastika | družstvo žen                                   |
| Bronz   | Igor Astapkovič                                                                       | atletika           | Muži hod kladivem                              |
| Bronz   | Natalja Sazanovičová                                                                  | atletika           | Ženy sedmiboj                                  |
| Bronz   | Irina Jatčenková                                                                      | atletika           | Ženy hod diskem                                |
| Bronz   | Igor Basinsky                                                                         | Sportovní střelba  | muži 10 metrů vzduchová pistole                |
| Bronz   | Sergej Martynov                                                                       | Sportovní střelba  | muži 50 metrů libovolná malorážka 60 ran vleže |
| Bronz   | Lalita Milshina                                                                       | Sportovní střelba  | ženy 25 metrů sportovní pistole                |
| Bronz   | Gennadij Oleščuk                                                                      | vzpírání           | muži do 62 kg                                  |
| Bronz   | Sergej Lavrenov                                                                       | vzpírání           | muži do 69 kg                                  |
| Bronz   | Anatolij Larjukov                                                                     | judo               | muži váha lehká                                |
| Bronz   | Dmitrij Děbelka                                                                       | zápas              | Muži řecko-římský do 130 kg                    |
| Bronz   | Pavel Dovgal                                                                          | moderní pětiboj    | muži                                           |